# Bernard Mihalić
Bernard Mihalić (Karlovac, 23. travnja 1969.), hrvatski glazbenik, ton-majstor i glazbeni producent. 

## Životopis
Bernard Mihalić je pohađao Osnovnu školu Bogumila Tonija u Samoboru, gradu u čijem je Tamburaškom društvu »Ferdo Livadić« već tada mnogo naučio o glazbi, glazbalima i glazbenicima. Ovladavši umijećem sviranja tambura, kasnije je vrlo brzo naučio svirati i električnu gitaru te omiljenu mu bas-gitaru. Srednjoškolsko obrazovanje završio je u CUO »Ruđer Bošković« (danas Tehnička škola Ruđera Boškovića) u Zagrebu, a potom je na zagrebačkom Fakultetu strojarstva i brodogradnje studirao strojarstvo. No glazbeni talent i zanimanje za elektroniku, a posebice znatiželja o suvremenim mogućnostima snimanja zvuka, ipak su presudno utjecali na njegovu profesionalnu i glazbeničku karijeru. Tako je, još kao student, bio angažiran kao tonski snimatelj u diskografskoj kući Croatia Records (tadašnjem Jugotonu), u kojoj je kasnije, od 1991. do 1998. godine, bio zadužen za t.zv. mastering ↓1 svih izdanja Croatia Recordsa na gramofonskim pločama. 
 1995. utemeljio je vlastiti tonski studio i diskografsku kuću M.B. Podmornica.
Kao snimatelj ili majstor tona surađivao je i surađuje s brojnim poznatim hrvatskim glazbenim i estradnim umjetnicima, primjerice Pavicom Gvozdić, Dunjom Vejzović, Tomislavom Mužekom, Ljerkom Očić, Višnjom Mažuran, Darkom Petrinjakom, Ištvanom Römerom, Anom Vidović, Viktorom Vidovićem, Anđelkom Klobučarom, Zagrebačkim kvartetom saksofona, Zagrebačkim solistima, Terezom Kesovijom, Mišom Kovačom, Novim fosilima, Darkom Domijanom, Jacquesom Houdekom, rock grupama Psihomodo pop, Dorian Gray i Zadruga, zatim Tamburaškim orkestrom HRT-a, Hrvojem Majićem, Borisom Ćirom Gašparcem, tamburaškim sastavima Ex Panonia, Zlatni dukati, Lampaši i drugima. ↓2
Kao autor i/ili aranžer do danas je u ediciji Šareni svijet dječjih pjesama objavio pet glazbenih albuma za djecu, koje je čak i Ministarstvo kulture RH preporučilo kao vrlo korisnu nadopunu programima glazbenoga odgoja u dječjim vrtićima i nižim razredima osnovne škole. Uz redovita snimanja i rad u vlastitom tonskom studiju, polaznike samoborske Rock akademije poučava sviranju bas-gitare. Član je Hrvatske glazbene unije.

## Nagrade i priznanja
Do danas je Bernard Mihalić bio desetak puta nominiran za diskografsku nagradu Porin za najbolju tonsku snimku ili produkciju u raznim glazbenim vrstama i stilovima, a dobio je:  
- 1997. Porin za najbolju snimku albuma klasične glazbe: Z KVARTET  – Zagrebački kvartet saksofona / Croatia Records, 1995.
- 2004. Porin za najbolju snimku albuma klasične glazbe: J. S. Bach: Umjetnost fuge – Višnja Mažuran / Croatia Records, 2003.